# 拉昂地区欧比尼
拉昂地区欧比尼（法語：Aubigny-en-Laonnois）是法国上法兰西大区埃纳省的一个市镇，属于拉昂区和吉尼库尔县。该市镇2009年时的人口为105人。

## 人口
欧比尼昂洛努瓦人口变化图示
| 数据来源：INSEE |